# Polycyrtus
Polycyrtus är ett släkte av steklar. Polycyrtus ingår i familjen brokparasitsteklar.

## Dottertaxa tillPolycyrtus, i alfabetisk ordning[1]
- Polycyrtus accuratus
- Polycyrtus acerbus
- Polycyrtus albiniclavus
- Polycyrtus albispina
- Polycyrtus alboannulatus
- Polycyrtus albocinctus
- Polycyrtus albolineatus
- Polycyrtus alei
- Polycyrtus alexisi
- Polycyrtus alterator
- Polycyrtus amoenus
- Polycyrtus areolaris
- Polycyrtus areolatus
- Polycyrtus atriceps
- Polycyrtus avilae
- Polycyrtus barrientosi
- Polycyrtus bicarinatus
- Polycyrtus bicolor
- Polycyrtus boliviensis
- Polycyrtus brevigenalis
- Polycyrtus brunneator
- Polycyrtus bulbosus
- Polycyrtus burgosi
- Polycyrtus buscki
- Polycyrtus calii
- Polycyrtus capitator
- Polycyrtus carinispinis
- Polycyrtus carmenae
- Polycyrtus caudatus
- Polycyrtus cedrella
- Polycyrtus chalmersi
- Polycyrtus chiriquensis
- Polycyrtus circumfluens
- Polycyrtus clausus
- Polycyrtus clavator
- Polycyrtus cockerellae
- Polycyrtus comma
- Polycyrtus condylobus
- Polycyrtus confusus
- Polycyrtus constricticlavus
- Polycyrtus convergens
- Polycyrtus copiosus
- Polycyrtus copularis
- Polycyrtus crespoi
- Polycyrtus curtispina
- Polycyrtus curvispina
- Polycyrtus curviventris
- Polycyrtus dahianae
- Polycyrtus delphini
- Polycyrtus dentatorius
- Polycyrtus donzoi
- Polycyrtus duplaris
- Polycyrtus duplicatus
- Polycyrtus elegans
- Polycyrtus eliethae
- Polycyrtus elviae
- Polycyrtus emaculatus
- Polycyrtus emarginatus
- Polycyrtus eneyae
- Polycyrtus enriquei
- Polycyrtus epimeron
- Polycyrtus erythrosternus
- Polycyrtus femoratus
- Polycyrtus ferox
- Polycyrtus fonsecai
- Polycyrtus furvus
- Polycyrtus gauldi
- Polycyrtus giacomellii
- Polycyrtus gibbulus
- Polycyrtus gynnae
- Polycyrtus hernandezi
- Polycyrtus herrerai
- Polycyrtus hidalgoi
- Polycyrtus hilaris
- Polycyrtus histrio
- Polycyrtus humerosus
- Polycyrtus iconicus
- Polycyrtus impressus
- Polycyrtus inca
- Polycyrtus inezae
- Polycyrtus infractus
- Polycyrtus inquinatus
- Polycyrtus isidroi
- Polycyrtus isthmus
- Polycyrtus javieri
- Polycyrtus josei
- Polycyrtus juani
- Polycyrtus juanmii
- Polycyrtus junceus
- Polycyrtus kattyae
- Polycyrtus latigulus
- Polycyrtus leprieurii
- Polycyrtus leucopus
- Polycyrtus leucostomus
- Polycyrtus lidiae
- Polycyrtus lindhae
- Polycyrtus lituratus
- Polycyrtus lovejoyi
- Polycyrtus lucidator
- Polycyrtus luisi
- Polycyrtus macer
- Polycyrtus maculatus
- Polycyrtus major
- Polycyrtus mancus
- Polycyrtus manni
- Polycyrtus marcoi
- Polycyrtus martini
- Polycyrtus medialbus
- Polycyrtus mediotinctus
- Polycyrtus melanocephalus
- Polycyrtus melanoleucus
- Polycyrtus minutus
- Polycyrtus nanii
- Polycyrtus neglectus
- Polycyrtus nigriceps
- Polycyrtus nigriclypeatus
- Polycyrtus nigroscutellatus
- Polycyrtus nigrotibialis
- Polycyrtus nudus
- Polycyrtus obtusispina
- Polycyrtus ornatifrons
- Polycyrtus pallidibalteatus
- Polycyrtus pallidus
- Polycyrtus paranensis
- Polycyrtus parmenioi
- Polycyrtus parviclavus
- Polycyrtus patriciae
- Polycyrtus paululus
- Polycyrtus perditor
- Polycyrtus prominens
- Polycyrtus proximannulatus
- Polycyrtus quadrisulcatus
- Polycyrtus raveni
- Polycyrtus rebecae
- Polycyrtus retusus
- Polycyrtus riojanus
- Polycyrtus rufiventris
- Polycyrtus rugulosus
- Polycyrtus sartor
- Polycyrtus semialbus
- Polycyrtus semirufus
- Polycyrtus sigillatus
- Polycyrtus similis
- Polycyrtus solisi
- Polycyrtus soniae
- Polycyrtus spinatorius
- Polycyrtus subtenuis
- Polycyrtus superbus
- Polycyrtus surinamensis
- Polycyrtus suturalis
- Polycyrtus testaceus
- Polycyrtus texanus
- Polycyrtus thoracicus
- Polycyrtus tigrinus
- Polycyrtus tinctipennis
- Polycyrtus triangularis
- Polycyrtus trichromus
- Polycyrtus tricolor
- Polycyrtus trilineatus
- Polycyrtus trochanteratus
- Polycyrtus tuberculatus
- Polycyrtus tubulifer
- Polycyrtus univittatus
- Polycyrtus vierecki
- Polycyrtus wilsoni
- Polycyrtus xanthocarpus
- Polycyrtus xanthopus
- Polycyrtus xantothorax
- Polycyrtus yucatan